# 小行星3096
小行星3096（3096 Bezruč）是一颗绕太阳运转的小行星，为主小行星带小行星。该小行星于1981年8月28日发现。
該小行星以捷克詩人彼得·貝茲魯奇命名。

## 轨道参数
小行星3096的轨道半长轴为2.6689168 UA，离心率为0.192。